# Підгрупа кручення
Підгрупа кручення (торсійна підгрупа) (англ. torsion subgroup) — підгрупа елементів скінченного порядку абелевої групи. Підгрупа кручення абелевої групи {\displaystyle A} позначається {\displaystyle \operatorname {Tor} \,A}.
Підгрупою p-кручення {\displaystyle \operatorname {Tor} _{p}\,A} називається множина всіх елементів порядок яких рівний деякому степеню простого числа p. Підгрупи кручення і p-кручення групи визначені однозначно. Якщо усі елементи групи мають скінченний порядок то група називається періодичною. Якщо єдиним елементом скінченного порядку є нульовий елемент то група називається групою без кручень.

## Властивості і приклади
- Група кручення може бути розкладеною в суму підгруп p-кручення для простих чисел p:

{\displaystyle A_{T}=\bigoplus _{p\in P}A_{T_{p}}.\;}
- Будь-яка скінченнопороджена абелева група може бути розкладена в пряму суму вигляду

{\displaystyle A\simeq \mathbb {Z} ^{n}\oplus \operatorname {Tor} \,A\simeq \mathbb {Z} ^{n}\oplus \bigoplus \limits _{i}\operatorname {Tor} _{p_{i}}\,A}
де {\displaystyle p_{i}} — прості числа.
- Факторгрупа {\displaystyle A/\operatorname {Tor} \,A} є групою без кручень.
- Вимога комутативності групи є важливою, оскільки для неабелевих груп, множина елементів скінченного порядку може не бути групою. Наприклад у групі заданій наступним співвідношенням:

< x, y | x² = y² = 1 >
елементи x і y мають порядок 2, проте елементи xy і yx мають нескінченні порядки.
- Довільна скінченна абелева група є групою кручення. Зворотне твердження не є вірним.